# Herman Van Rompuy
Herman Van Rompuy (Etterbeek, Bruxelles, Belgija, 31. listopada 1947.) flamanski je političar, bivši predsjednik Europskog vijeća.
Od 1988. do 1993. godine bio je predsjednik Kršćanske stranke, flamanske stranke desnog centra, te ministar za proračun od 1993. do 1999.
Kao član Kršćansko demokratske i flamanske stranke, obnašao je dužnost belgijskog premijera od 30. prosinca 2008. do 25. studenog 2009. 19. studenog 2009. Van Rompuy izabran je za prvog stalnog predsjednika Europskog vijeća, nakon stupanja na snagu Lisabonskog ugovora. Na tu je dužnost stupio 1. prosinca 2009., a tu je dužnost obnašao do 30. studenog 2014. kad ga zamjenjuje Donald Tusk iz Poljske.

## Vanjske poveznice
- Službene stranice  Arhivirana inačica izvorne stranice od 8. travnja 2021. (Wayback Machine)]